# Melvin Valladares
Melvin Yovany Valladares Castillo (Tegucigalpa, 14 luglio 1984) è un ex calciatore honduregno, di ruolo centrocampista.

## Carriera

### Club
Comincia a giocare in patria, al Municipal Valencia. Nel 2006 passa al Real España. Nel 2010 si trasferisce in Messico, al Guerreros Hermosillo. Nell'estate 2011 passa al Dorados. Nel gennaio 2012 torna in patria, al Motagua. Nel gennaio 2014 passa al Victoria. Nel gennaio 2015 viene acquistato dal Marathón.

### Nazionale
Ha debuttato in Nazionale il 24 marzo 2007, nell'amichevole Honduras-El Salvador (2-0). Mette a segno la sua prima rete con la maglia della Nazionale l'11 luglio 2009, in Honduras-Grenada (4-0), in cui mette a segno la rete del momentaneo 3-0. Ha partecipato, con la Nazionale, alla Gold Cup 2009. Ha collezionato in totale, con la maglia della Nazionale, 15 presenze e due reti.